# Göttersimulation
Der Begriff Göttersimulation bezeichnet ein Computerspielgenre. Innerhalb dieser Spiele schlüpft der Spieler in die Rolle eines übernatürlichen Wesens oder Gottes und hat die Aufgabe, sich um von ihm geschaffene Wesen oder sein Volk zu kümmern und sie/es zu Ruhm, Wohlstand und/oder Alleinherrschaft zu führen.
Göttersimulationen sind in vielerlei Hinsicht eine Variante von Computer-Strategiespielen. Im Unterschied zu herkömmlichen Strategiespielen verläuft die Interaktion mit dem eigenen Volk aber meist indirekt, der Spieler kann den Lebewesen keine Befehle erteilen. Göttersimulationen gehen von einem freien Willen der virtuellen Bewohner der Spielwelten aus. Der Spieler beeinflusst das Geschick der Lebewesen, indem er die Umwelt verändert direkt oder aber eine einzelne Kreatur befehligt, die den anderen hilft.
Hervorzuheben ist, dass der Spieler keineswegs ein moralisch „guter“ Gott sein muss, wie aus Spielen wie Dungeon Keeper (und geistigen Nachfolgern wie War for the Overworld) ersichtlich wird, in denen der Spieler die Rolle eines Herrschers der Unterwelt einnimmt. 
Laut Guinness World Records hält das Spiel Populous von 1989 den Weltrekord als erste Göttersimulation (eng. „First God simulation videogame“), der Entwickler Peter Molyneux gilt als Erfinder der Göttersimulation.
In verschiedenen Spielen wie beispielsweise Die Sims oder vielen Aufbauspielen nimmt der Spieler eine gottähnliche Position ein ohne ausdrücklich als Gott charakterisiert zu werden.

## Bekannte Spiele
- Populous gilt als erste Göttersimulation
- Black & White und dessen Fortsetzung Black & White 2
- Spore